# Lijst van vissen in Colombia

Kaart van Colombia.

Deze lijst bevat vissen die in Colombia voorkomen. 
Colombia is een tropisch land rond de evenaar en bezit verschillende ecosystemen wat de biodiversiteit groot maakt.
Ongeveer 1200 mariene soorten en 1600 soorten zoetwatervissen zijn in de wateren van Colombia ontdekt.

## Lijst van vissen in Colombia
1. Abramites eques
2. Acestridium colombiensis
3. Acestrocephalus anomalus
4. Anisotremus moricandi
5. Apteronotus galvisi
6. Arapaima gigas - arapaima
7. Astyanax caucanus
8. Astyanax fasciatus
9. Astyanax filiferus
10. Astyanax magdalenae
11. Astyanax microlepis
12. Astyanax ruberrimus

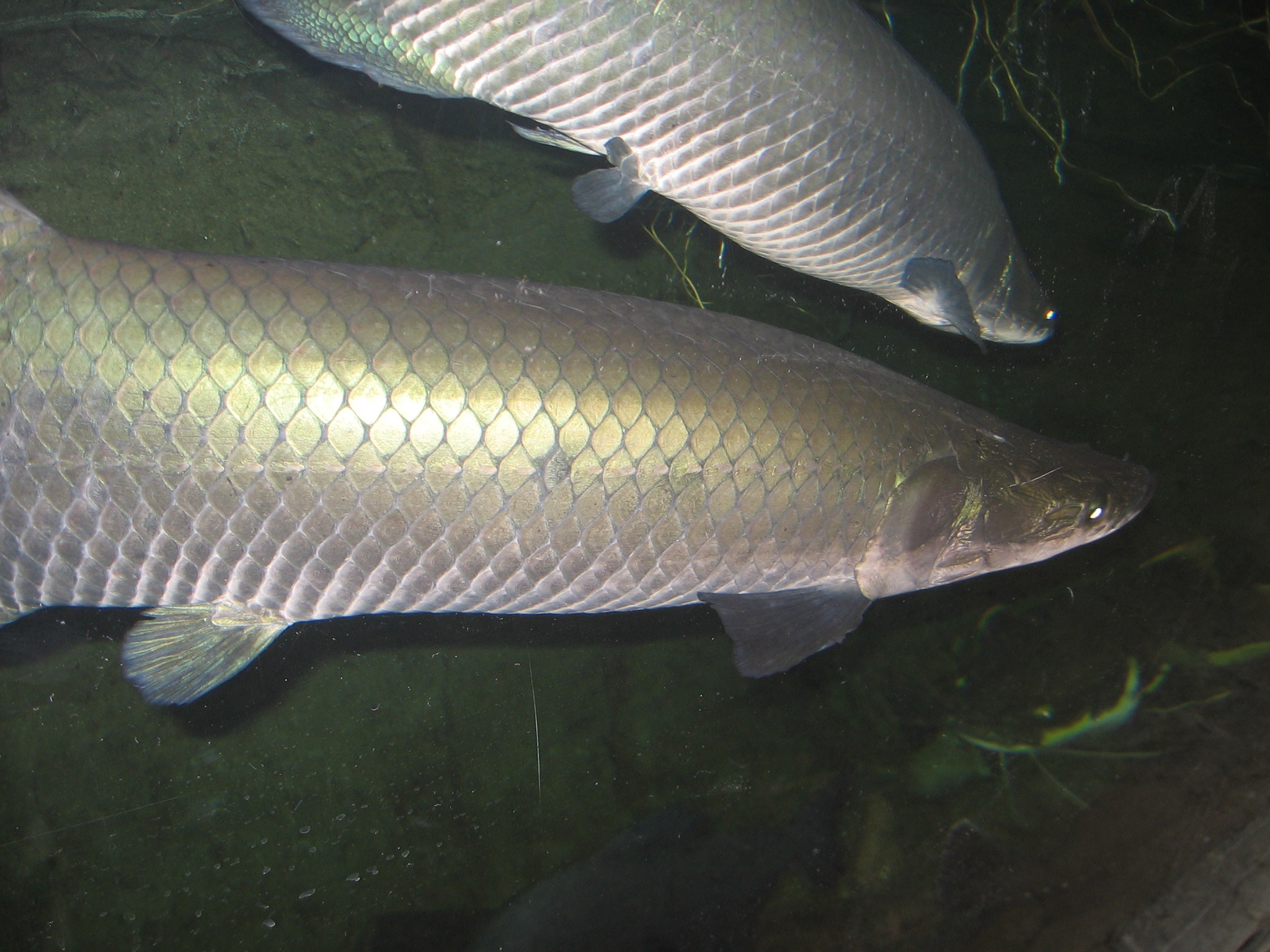
Arapaima gigas

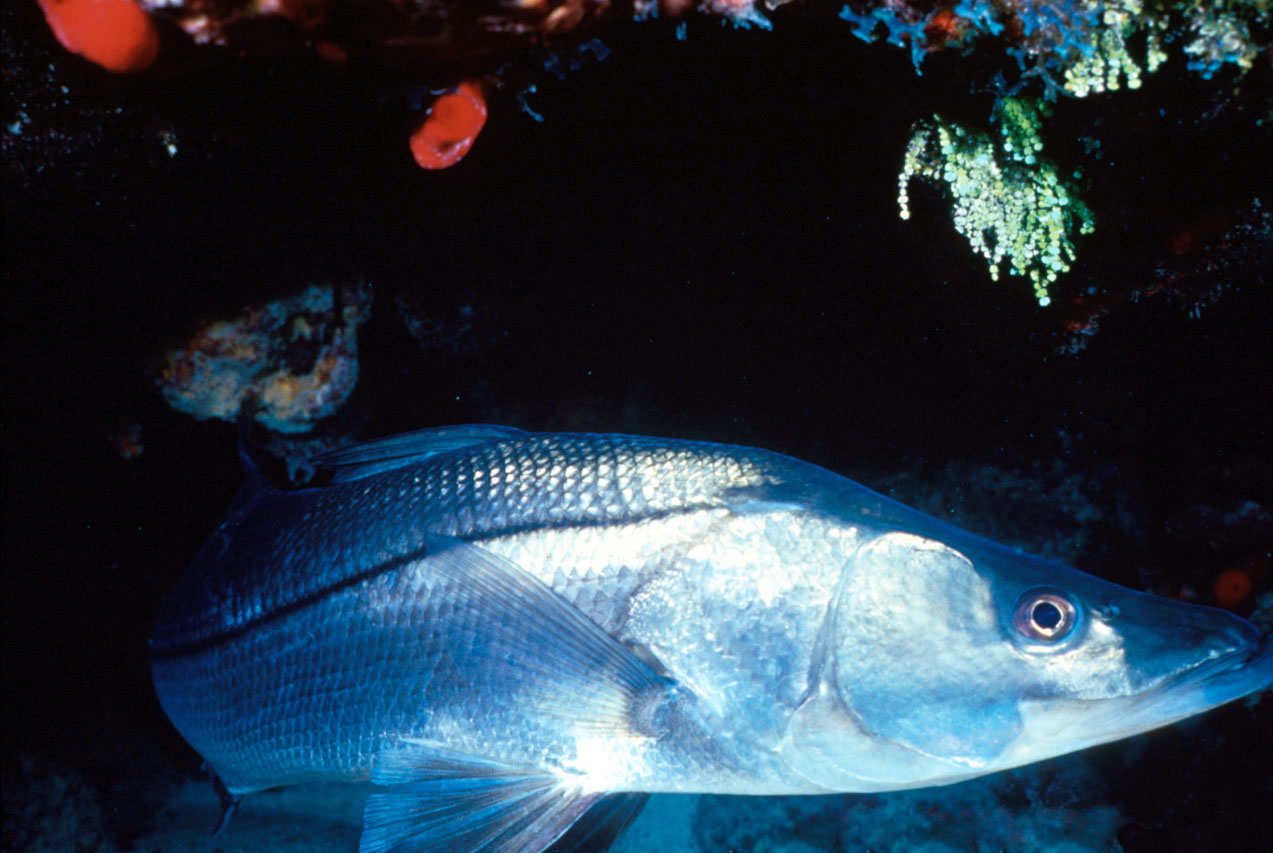
Centropomus undecimalis

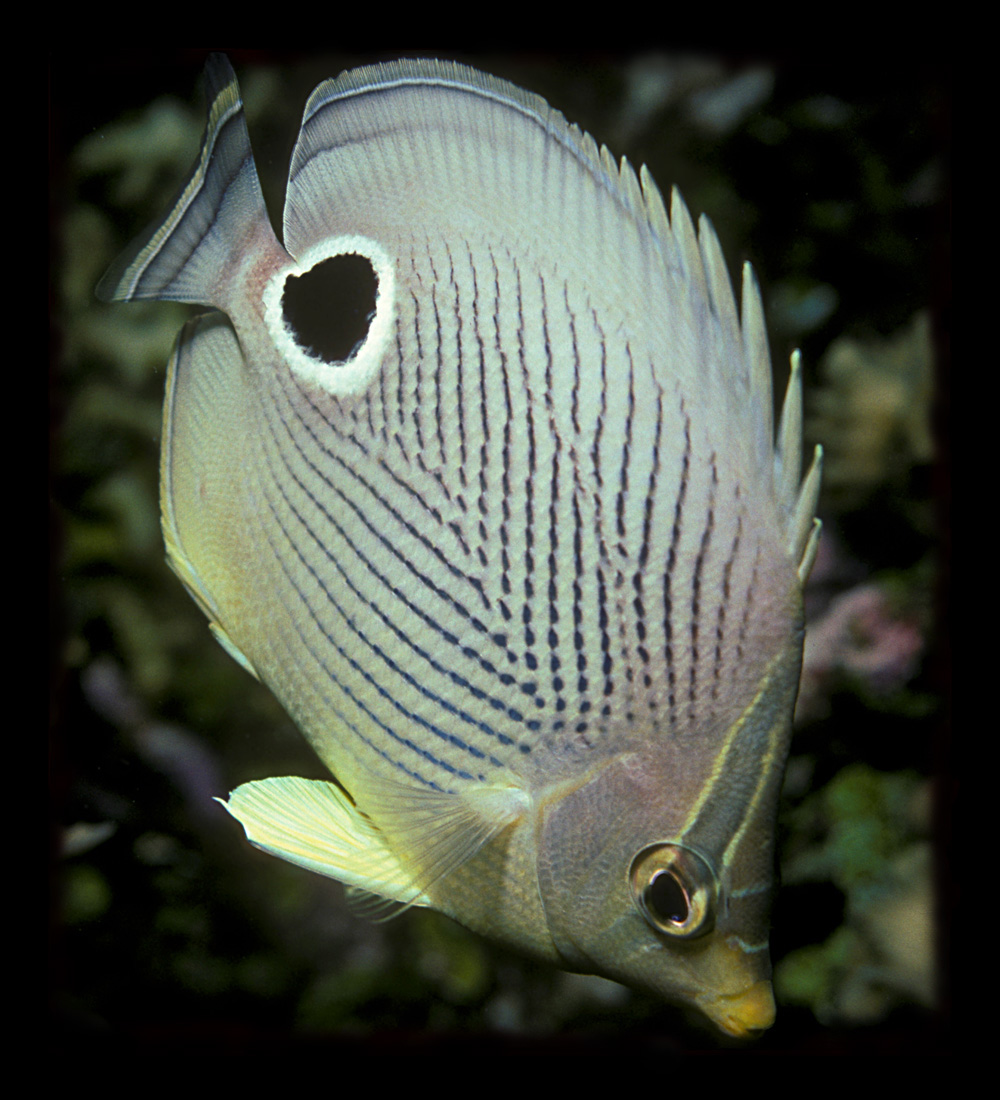
Chaetodon capistratus

Colossoma macropomum

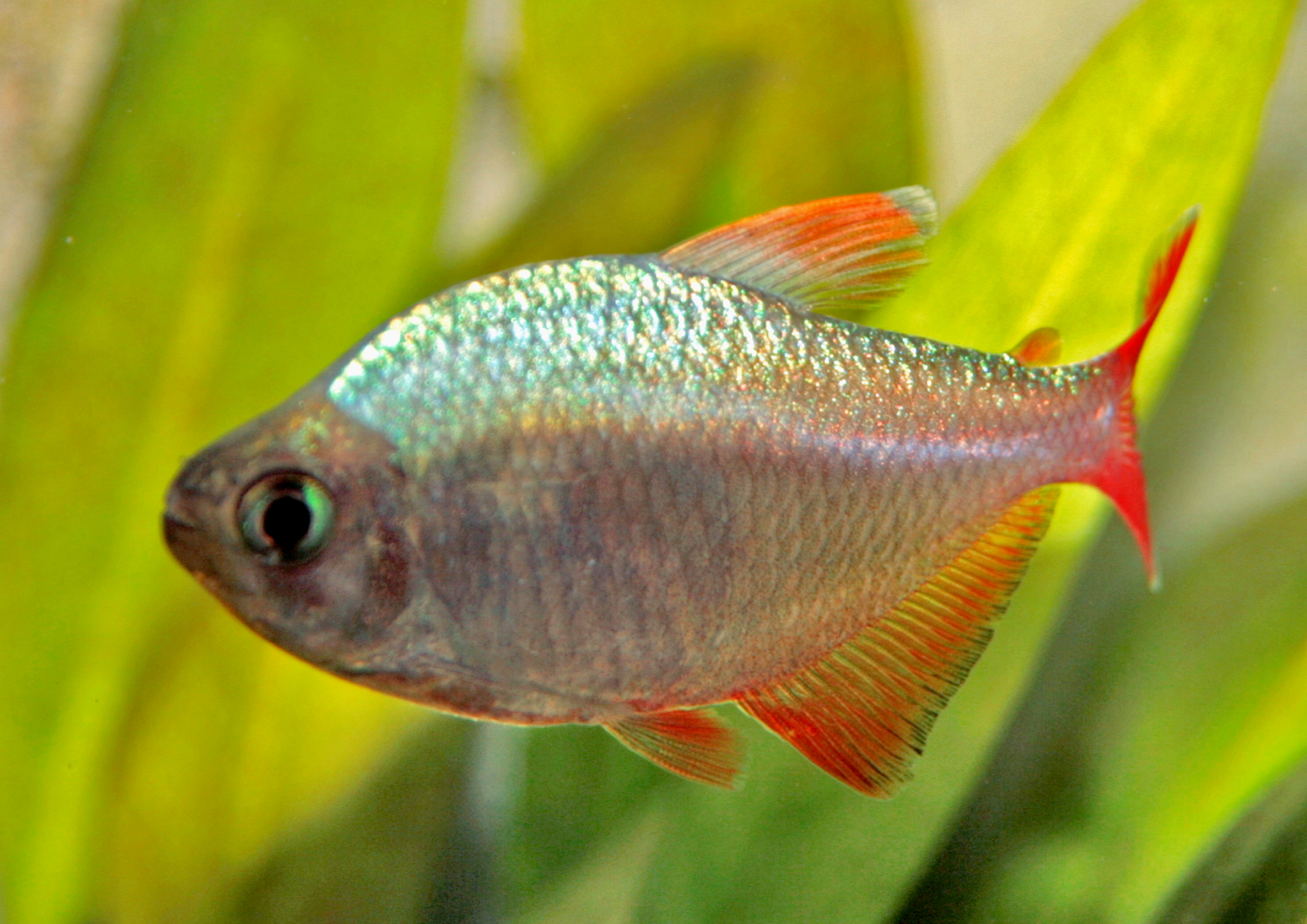
Hyphessobrycon columbianus

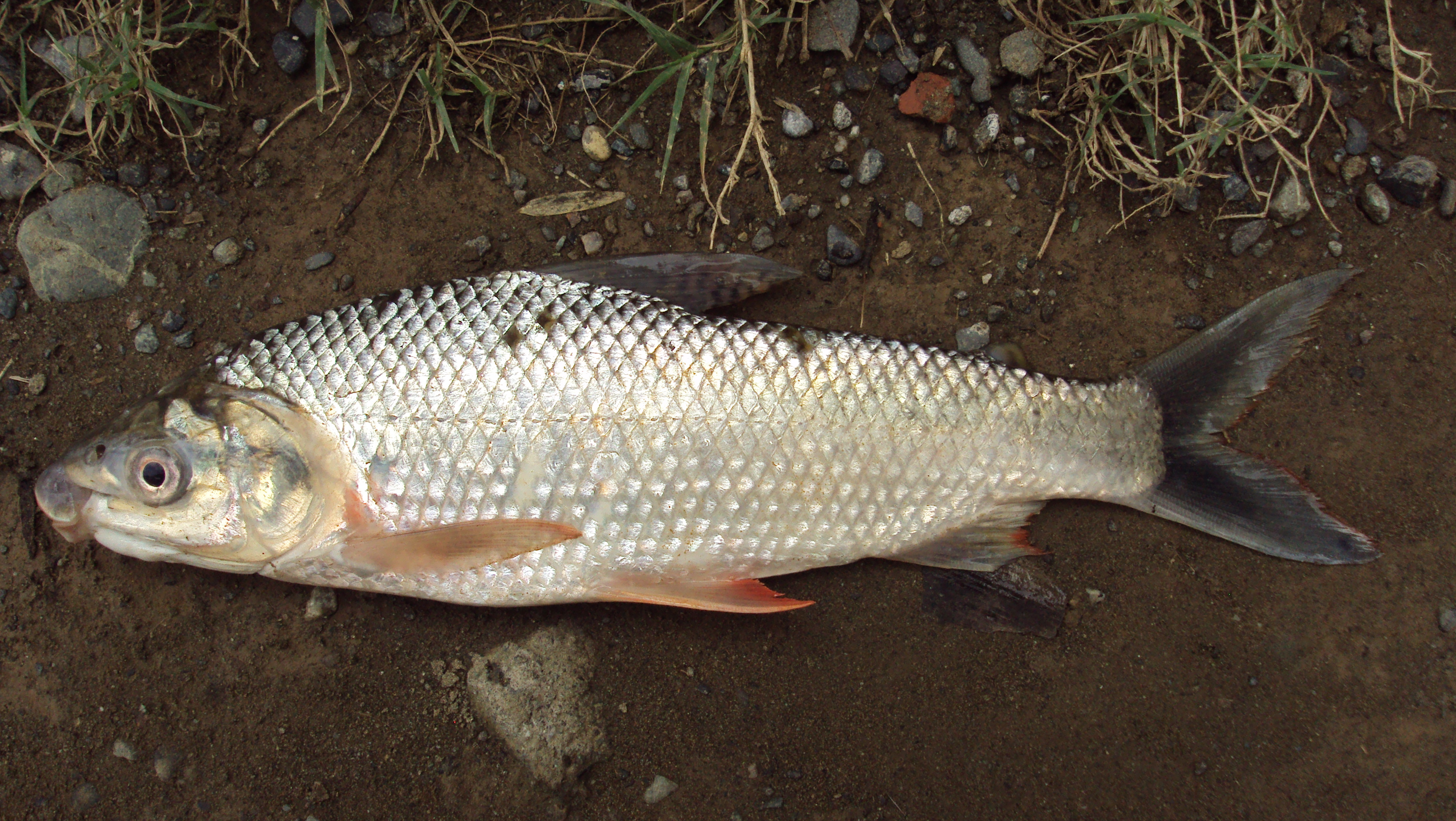
Prochilodus magdalenae

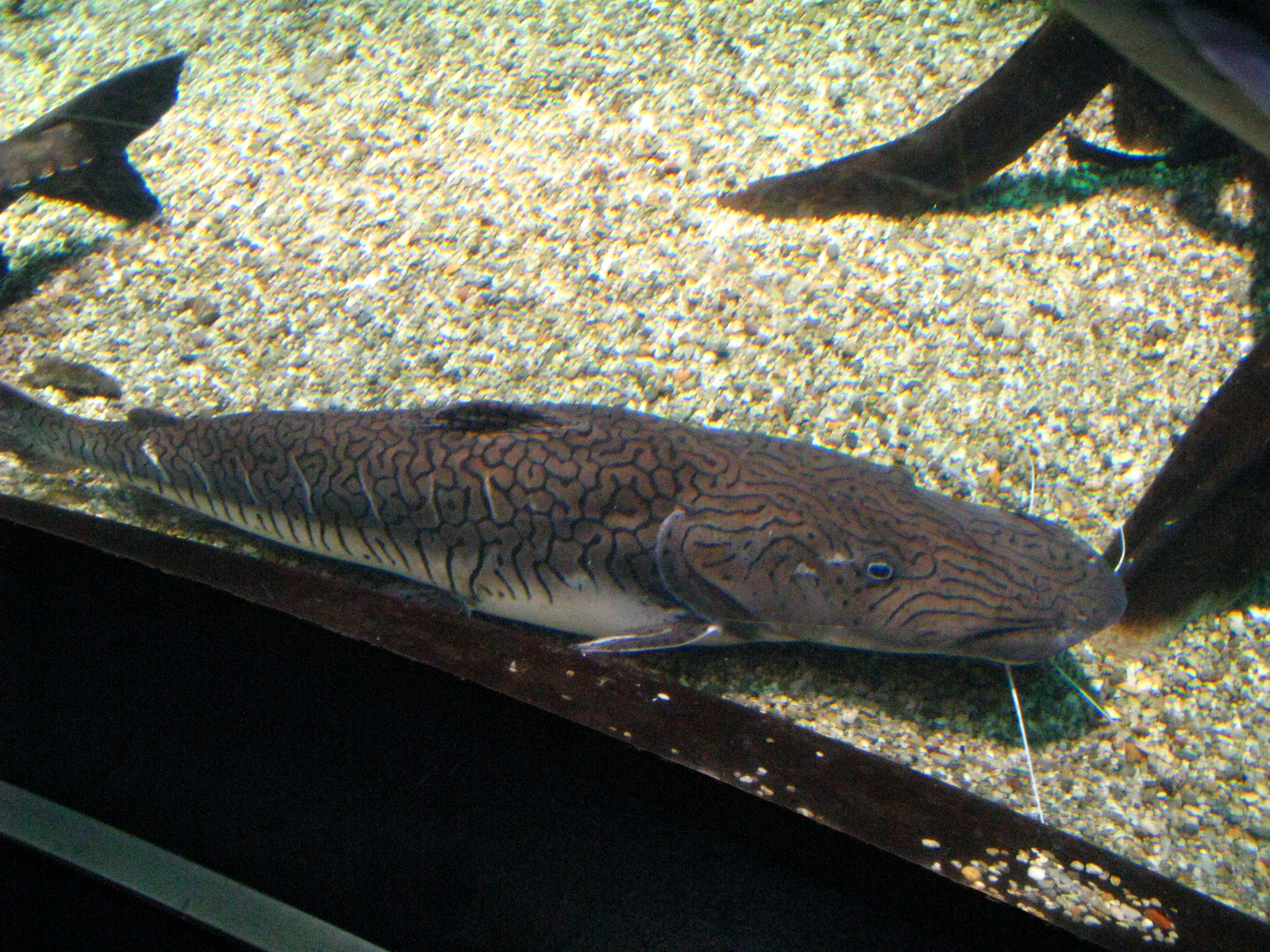
Pseudoplatystoma fasciatum

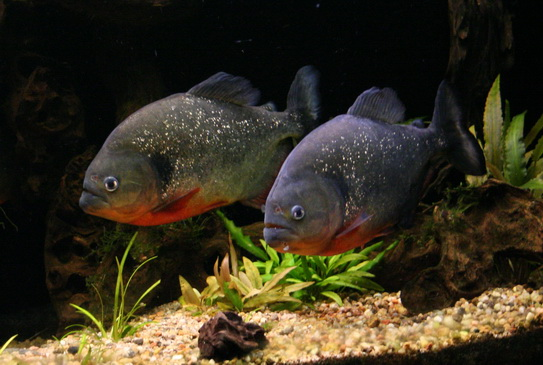
Pygocentrus cariba

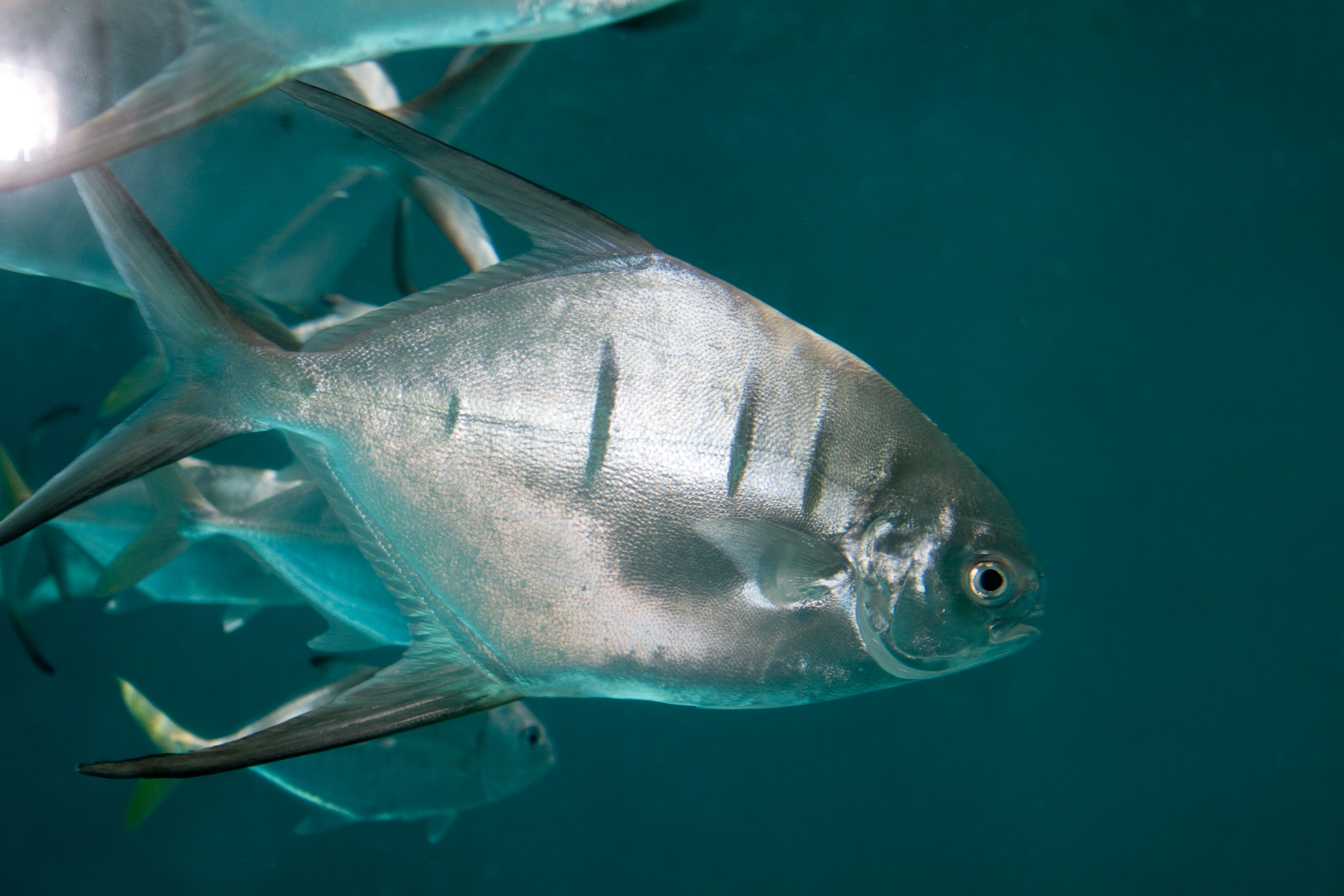
Trachinotus goodei

13. Balistes vetula - koningstrekkervis
14. Batrachoides manglae
15. Brachyplatystoma juruense
16. Brachyplatystoma tigrinum
17. Brycon fowleri
18. Bryconamericus andresoi
19. Bryconamericus caucanus
20. Bryconamericus emperador
21. Bryconamericus guaytarae
22. Bryconamericus guizae
23. Bryconamericus huilae
24. Bryconamericus miraensis
25. Bryconamericus plutarcoi
26. Bryconamericus tolimae
27. Callichthys fabricioi
28. Carcharhinus limbatus - zwartpunthaai
29. Carcharhinus plumbeus - zandbankhaai
30. Carlastyanax aurocaudatus
31. Cetengraulis mysticetus
32. Cathorops dasycephalus
33. Cathorops fuerthii
34. Cathorops mapale
35. Cathorops tuyra
36. Cathorops wayuu
37. Centrochir crocodili
38. Centropomus undecimalis - binnensnoek
39. Cichla orinocensis
40. Chaetodon capistratus - vierogige koraalvlinder
41. Chaetodon ocellatus
42. Chaetodon striatus
43. Chaetostoma aburrensis
44. Chaetostoma brevilabiatum
45. Creagrutus magdalenae
46. Characidium caucanum
47. Characidium fasciatum
48. Characidium phoxocephalum
49. Colossoma macropomum - zwarte pacu
50. Corydoras axelrodi
51. Corydoras loxozonus
52. Corydoras melanotaenia
53. Corydoras metae
54. Corydoras simulatus
55. Creagrutus affinis
56. Creagrutus amoenus
57. Creagrutus atratus
58. Creagrutus brevipinnis
59. Creagrutus caucanus
60. Creagrutus magdalenae
61. Creagrutus paralacus
62. Crossoloricaria cephalaspis
63. Cruciglanis pacifici
64. Cynopotamus magdalenae
65. Cyphocharax magdalenae
66. Dasyloricaria filamentosa
67. Dasyloricaria seminuda
68. Dermatolepis inermis
69. Diplobatis colombiensis
70. Dupouyichthys sapito
71. Emblemariopsis tayrona
72. Epinephelus itajara - Itajara
73. Epinephelus nigritus - joodvis
74. Epinephelus niveatus
75. Epinephelus striatus - Nassautandbaars
76. Eremophilus mutisii
77. Eugerres plumieri
78. Farlowella colombiensis
79. Farlowella gracilis
80. Gambusia aestiputeus
81. Gasteropelecus maculatus
82. Genycharax tarpon
83. Gephyrocharax caucanus
84. Gephyrocharax chocoensis
85. Gilbertolus alatus
86. Ginglymostoma cirratum -verpleegsterhaai
87. Grundulus bogotensis
88. Grundulus cochae
89. Helogenes castaneus
90. Hemibrycon boquiae
91. Hemibrycon carrilloi
92. Hemibrycon colombianus
93. Hemibrycon dentatus
94. Hemibrycon jabonero
95. Hemibrycon velox
96. Hippocampus erectus
97. Hippocampus ingens
98. Hippocampus reidi
99. Hoplosternum magdalenae
100. Hydrolycus scomberoides
101. Hyphessobrycon columbianus
102. Hyphessobrycon poecilioides
103. Hyphessobrycon sweglesi - rode fantoomzalm
104. Hypoplectrus providencianus
105. Hypostomus hondae
106. Hypostomus plecostomoides
107. Hypostomus winzi
108. Ichthyoelephas longirostris
109. Lachnolaimus maximus - Everlipvis
110. Lasiancistrus caucanus
111. Lasiancistrus volcanensis
112. Leporellus vittatus
113. Leporinus affinis
114. Leporinus fasciatus
115. Leporinus friderici
116. Leporinus maculatus
117. Leporinus yophorus
118. Lutjanus analis
119. Lutjanus cyanopterus
120. Malacoglanis gelatinosus
121. Megalonema xanthum
122. Megalops atlanticus - tarpoen
123. Merluccius angustimanus
124. Microgenys minuta
125. Mugil incilis
126. Mugil liza
127. Mycteroperca cidi
128. Myloplus rubripinnis
129. Nematobrycon lacortei
130. Nematobrycon palmeri - keizertetra
131. Neoheterandria elegans
132. Notarius bonillai
133. Pagrus pagrus
134. Panaque cochliodon
135. Parodon caliensis
136. Parodon suborbitalis
137. Peckoltia bachi
138. Piaractus brachypomus
139. Plagioscion surinamensis
140. Poecilia vetiprovidentiae - Black Molly
141. Potamotrygon magdalenae
142. Priolepis robinsi
143. Pristis pectinata - kleintandzaagvis
144. Pristis perotteti - groot-tandzaagvis
145. Prochilodus magdalenae
146. Pseudocurimata lineopunctata
147. Pseudoplatystoma fasciatum
148. Pygocentrus cariba
149. Pygocentrus palometa
150. Rhincodon typus - walvishaai
151. Rineloricaria magdalenae
152. Saccodon dariensis
153. Saccogaster melanomycter
154. Salminus affinis
155. Scarus guacamaia
156. Sciades proops - christusvis
157. Serrasalmus elongatus
158. Sorubim cuspicaudus
159. Steindachnerina atratoensis
160. Sturisoma aureum
161. Sturisomatichthys caquetae
162. Sturisomatichthys leightoni
163. Sturisomatichthys tamanae
164. Thunnus alalunga - witte tonijn
165. Thunnus obesus - grootoogtonijn
166. Trachinotus goodei
167. Trichomycterus bogotense
168. Trichomycterus caliense
169. Triportheus magdalenae
170. Xiphias gladius - zwaardvis
171. Xyliphius magdalenae